# Charles Naine

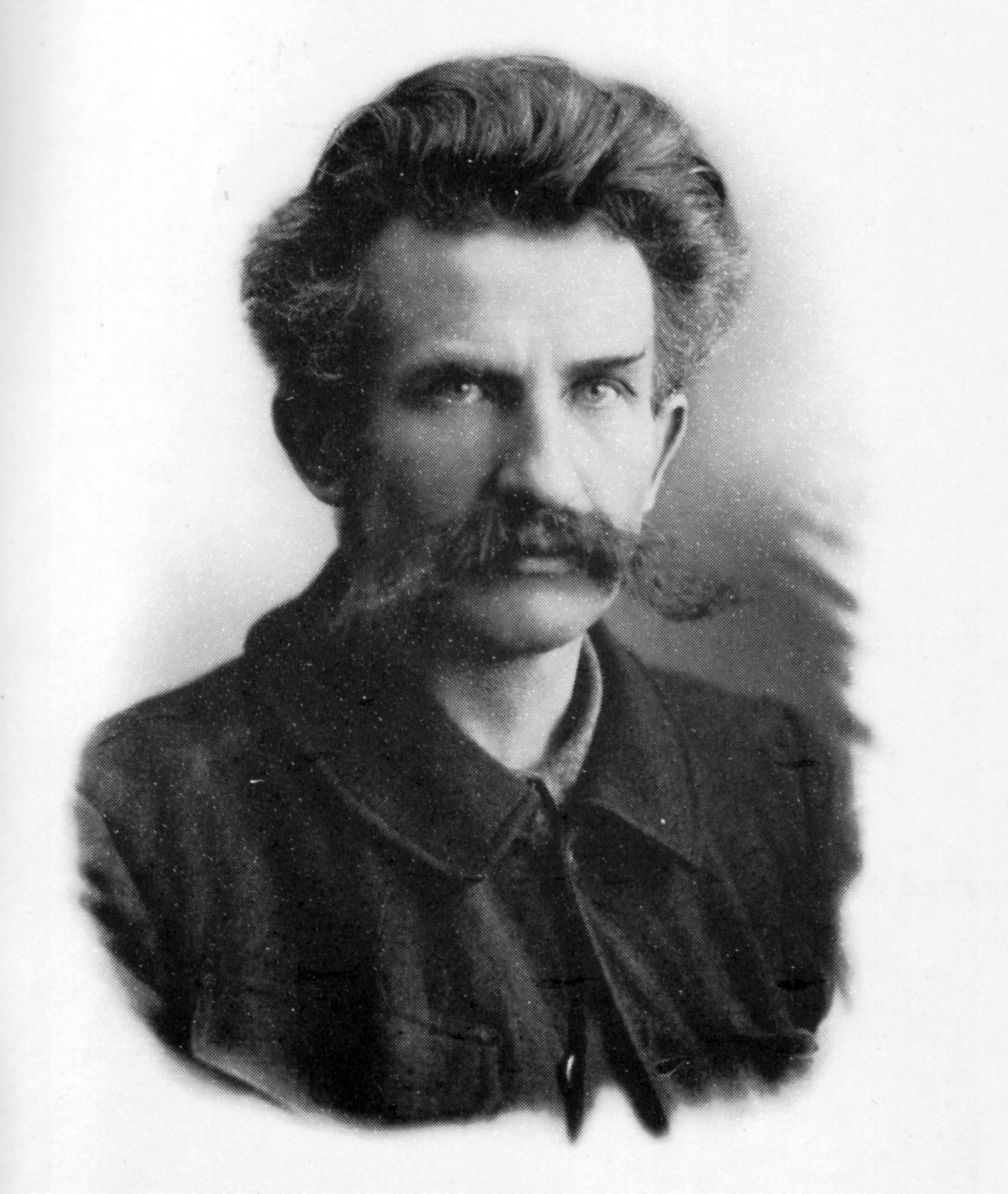
Charles Naine, ca. 1900

Charles Naine (* 27. Juni 1874 in Nods; † 29. Dezember 1926 in Préverenges) war ein Schweizer sozialdemokratischer Politiker und Publizist. Naine war Pazifist. Er galt als äusserst begabter Redner und aktiver Sozialist der ersten Stunde in der französischsprachigen Schweiz.

## Leben
Charles Naine war der Sohn eines Uhrmachers der unteren Einkommensstufe und bildete sich 1889 bis 1892 in La Chaux-de-Fonds zum Uhrmacher aus. 1893 und 1894 arbeitete er dort in einer Uhrenfabrik und von 1895 bis 1897 als Mechaniker in Fontainemelon. In dieser Zeit stand er dem christlichsozialen Pfarrer Paul Pettavel nahe. Daneben studierte er Recht an der Universität Neuenburg und schloss 1899 mit Lizentiat ab. Studienaufenthalte in Berlin (1900), Neapel (1900) und Paris (1900/1901) wirkten durch die Kontakte mit August Bebel, Karl Liebknecht, Filippo Turati, Jean Jaurès und Charles Gide prägend auf sein Verständnis des Sozialismus. 1896 wurde die Neuenburger sozialdemokratische Partei Parti socialiste neuchâtelois (PSN) gegründet, der er angehörte und die er auf einen kämpferischen Kurs brachte.
In La Chaux-de-Fonds wirkte Naine darauf von 1901 bis 1910 als Anwalt sowie als Redaktor und Verwalter der sozialistischen Zeitung La Sentinelle. So wie der Mediziner Pierre Coullery der «Doktor der Armen» war, so galt Naine bald als der «Anwalt der Armen». Ab 1910 wohnte er in Lausanne. Zusammen mit seinem Schulkollegen Ernest-Paul Graber baute Naine die Sozialdemokratische Partei (SP) in der Romandie auf und spielte eine aktive Rolle bei zahlreichen Streiks und Protestaktionen. Beide bekannten sich zum Pazifismus, was Naine 1903 eine Verurteilung wegen Verweigerung des Militärdienstes einbrachte. Dies muss auch vor dem Hintergrund gesehen werden, dass die Schweizer Armee La Chaux-de-Fonds im Sommer 1904 besetzt hielt, was in der Bevölkerung sehr unpopulär war.
Für die Sozialdemokraten wurde Naine 1905 in den Grossen Rat des Kantons Neuenburg gewählt, dem er bis 1910 angehörte. Nachdem er sich in Lausanne politisch engagiert hatte, wurde er 1917 in den Grossen Rat des Kantons Waadt gewählt und leitete 1919–1924 die Zeitung Le Droit du Peuple (siehe auch Volksrecht). Bei den Parlamentswahlen 1911 wählten ihn die Neuenburger Stimmbürger als ersten Sozialdemokraten des Kantons in den Nationalrat, dem er bis zu seinem Tod angehörte.
In der Schweiz im Ersten Weltkrieg enthielten sich Naine und Graber 1914 als einzige im Nationalrat der Stimme anlässlich der Übertragung der Vollmachten an den Bundesrat, um nicht indirekt den Militärkrediten und der Landesverteidigung zustimmen zu müssen. Er beteiligte sich auch während des Krieges aktiv an pazifistischen Kongressen und nahm 1915 an der Zimmerwalder Konferenz teil. Aus seiner pazifistischen und idealistischen Grundhaltung heraus lehnte Naine jegliche Gewalt zur Erreichung sozialistischer Ziele ab und galt deshalb nach dem Landesstreik von 1918 als ein moderater Vertreter der radikalisierten Sozialdemokratie. Er bekämpfte zusammen mit Graber aktiv die Kommunisten und die Linkstendenz um Jules Humbert-Droz innerhalb der SP.

## Werke (Auswahl)
- Verteidigungsrede des Genossen Karl Naine vor dem Kriegsgericht der II. Division in Freiburg, am 24. September 1904. Übersetzt von Margarete Faas. Hrsg. von der Gesellschaft zur Verbreitung sozialistischer Bildung, Chaux-de-Fonds. Genossenschafts-Druckerei, Lausanne 1905.
- Diktatur des Proletariats oder Demokratie? Autorisierte Übertragung aus dem Französischen. Rascher, Zürich 1919.